# روب دايسون
روب دايسون (بالإنجليزية: Rob Dyson)‏ هو مهندس أمريكي، ولد في 21 يونيو 1946.